# Zippalanda

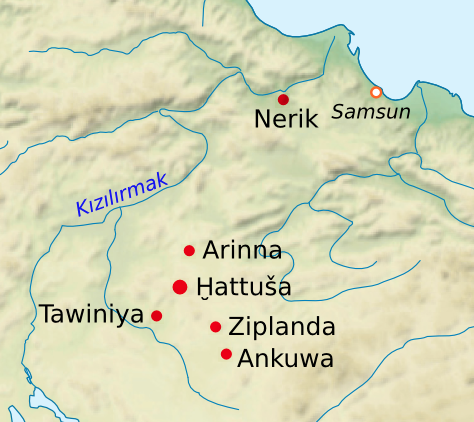
Auf der Karte wird Ziplanda bei Çadır Höyük lokalisiert.

Zippalanda (Ziplanda, Zipalda) war eine hethitische Stadt in Zentralanatolien. Ihre Lage ist umstritten. Maciej Popko will sie Alaca Höyük gleichsetzen, Ronald L. Gorny bevorzugt Kuşaklı Höyük bzw. Uşaklı Höyük (nicht zu verwechseln mit Kuşaklı Höyük, welches sicher mit der hethitischen Stadt Šarišša identifiziert wurde)  in der Provinz Sivas und seit neuestem Çadır Höyük im Tal des Kanak Su.

## Heilige Stadt
Nach den Paragraphen §§ 50ff. des althethitischen Gesetzes war Ziplanda neben Arinna und Nerik eine der drei heiligen Städte (šiunan URU  „Götterstadt“), zu denen früh noch die Hauptstadt Ḫattuša als Ort der Götterversammlung trat. Der Kult galt dem ursprünglich hattischen Wettergott von Ziplanda und dessen Eltern, nämlich dem Wettergott des Himmels und der Sonnengöttin der Erde. Sowohl der Wettergott von Ziplanda als auch die Sonnengöttin hatten Tempel in Zippalanda. Im Gebet des Muwattalli (KUB VI 45146) wird der Berggott Taḫa (Kalehısar/Karahısar?) unter den Göttern von Zippalanda erwähnt. Zudem wird die Quellgrotte der Ištar genannt. Nach Monika Schuol könnte die auf einem silbernen Faustgefäss dargestellte Opferszene eine Libation für den Wettergott von Zipplanda und den Berggott Taḫa abbilden.
Keilschrifturkunden aus Boğazköy erwähnen die tazzili-Priester von Zippalanda (KBo 16.49 obv. i 13). Sie waren anscheinend im Kult des Berggottes Taḫa tätig. Die Städte Šanaḫuitta, Tapikka (Maşat Höyük), Taptiga, Takašta, Katapa, Karaḫna und Ḫattuša waren für die Versorgung des Gottes Taḫa bzw. seiner Priester und seines Tempels zuständig.
In Ḫattuša gab es ein Zippalanda-Tor. Während des nuntariyašḫa-Festes zog der hethitische König nach seiner Rückkehr aus Arinna durch das Zippalanda-Tor nach Ḫarranašši und dann weiter nach Zippalanda, wo er den 13. Tag des Monats verbrachte, bevor er über Katapa, Taḫurpa und Tippuwa in die Hauptstadt zurückkehrte. Auch anlässlich des AN.TAḪ.ŠUM-Frühlingsfestes suchte er Zippalanda auf.

## Texte, die Zippalanda erwähnen
- KBo 16.78
- KBo 30.155
- KUB 20.25+10.78